# Endiandra teschneriana
Endiandra teschneriana är en lagerväxtart som beskrevs av C. K. Allen. Endiandra teschneriana ingår i släktet Endiandra och familjen lagerväxter. Inga underarter finns listade i Catalogue of Life.